# Impaled Nazarene
Impaled Nazarene is een blackmetal band uit de Finse stad Oulu.  De band wordt gezien als een van de pioniers van de Finse black metal. De teksten van de band zijn vaak misantropisch, satanisch, anticommunistisch, anti-islamitisch, oorlogszuchtig, homofoob of pornografisch van aard.

## Biografie
Impaled Nazerene is actief sinds 1990 en werd opgericht door de broers Mika en Kimmo Luttinen. Mika (die in het begin verschijnt als Slutti666) is momenteel het enige oorspronkelijke bandlid dat nog actief is binnen de band. Door de zeer agressieve muziek en de vaak schokkende teksten vestigt de band al snel de aandacht op zich van de internationale pers en heavymetalfans. Ze tekenen bij het Franse label Osmose Productions, waar het in 1992 het debuutalbum Tol Cormpt Norz Norz Norz... (iedereen zal 666 genummerd worden) onder uit brengt. Osmose heeft sindsdien alle albums van Impaled Nazarene uitgebracht.
In de begindagen van de band wordt nog gedacht dat Impaled Nazarene een parodie op black metal is. Dit komt hoofdzakelijk doordat het een andere podiumpresentatie gebruikt, er andere muzikale invloeden in de band weerklinken en met name de muziek van de band zo snel is dat het aanvankelijk aangenomen wordt dat de band zich van trucjes in de studio bedient om zo snel te klinken. Live blijkt de band echter op dezelfde snelheid te spelen.
De band distantieert zich op dat moment ook publiekelijk van de Noorse blackmetalscene en weigert mee te gaan in de daar geldende normen. Ook dragen de bandleden al in een vroeg stadium geen corpse paint meer, wat op dat moment onlosmakelijk met black metal geassocieerd wordt. Ook staat op de eerste demo nog een cover van ‘Crucifixation’, van deathmetalband Deicide, wat in Noorse black metal als onacceptabel wordt beschouwd. De diverse vetes met Noorse bands die destijds ontstonden zijn inmiddels allemaal bijgelegd of bekoeld.
Door de jaren heen blijft Impaled Nazarene experimenteren met andere stijlen, invloeden en invalshoeken, maar blijft de razendsnelle muziek altijd herkenbaar. Hierover verklaart de band in juni 2014 tegenover Lords of Metal: “In my opinion we got side tracked way too much with Manifest, it was just too long and kinda mish mash mixture of styles that do not suit us well. When we started writing ‘Road To The Octagon’, we decided to return to what we do best, write fast and brutal nuclear metal”.
In 2003 overlijdt gitarist Teemu "Somnium" Raimoranta, die sinds 2000 bij de band was. Hij komt te overlijden na een val of sprong van de Kaisaniemi brug op het ijs. Hij was op het moment van overlijden sterk onder invloed van alcohol. Naast zijn rol in de band heeft hij ook gespeeld in onder meer Finntroll en Thy Serpent.

## Discografie

### Studioalbums
- Tol Cormpt Norz Norz Norz... (1992)
- Ugra-Karma (1993)
- Suomi Finland Perkele (1994)
- Latex Cult (1996)
- Rapture (1998)
- Nihil (2000)
- Suomi Finland Perkele & Motörpenis (2001)
- Absence of War Does Not Mean Peace (2001)
- All That You Fear (2003)
- Pro Patria Finlandia (2006)
- Manifest (2007)
- Road to the Octagon (2010)
- Vigorous and Liberating Death (2014)

### Livealbums
- Death Comes In 26 Carefully Selected Pieces (2005)

### Verzamelalbums
- Decade of Decadence (2000)

### Singles
- Sadogoat (1992)
- Satanic Masowhore (1993)
- Motörpenis (1996)

### Extended plays
- Goat Perversion (1991)
- Enlightenment Process (2010)
- Die In Holland (2013)
- Morbid Fate (2017)

### Demo's
- Shemhamforash (1991)
- Taog Eht Fo Htao Eht (1991)

## Trivia
- Kimmo “Sir” Luttinen, de broer van zanger Mika Luttinen verliet in 1995 de band na een gevecht met toenmalig bassist Taneli Jarva. De twee zouden later samen de band The Black League formeren.[6]
- Zanger-gitarist Alexi Laiho (Children of Bodom) brak door bij Impaled Nazarene.
- Impaled Nazarene nam in de beginjaren fel stelling tegen de toen immens populaire black metal beweging in Noorwegen, wat ze onder meer deed besluiten om geen corpse-paint meer te dragen.
- Alle Impaled Nazarene albums hebben een nummer met “goat” erin, vaak in seksuele context. “Goat” is een indirecte verwijzing naar de duivel. Het terugkerende thema is volgens zanger Mika Luttinen op verzoek van de fans.[7]
- Mede om het satanische karakter van de band te onderstrepen gebruikt de band vaak omgekeerde titels, als “Taog Eht Fo Htao Eht” (The Oath Of the Goat), “Noisrevrep Taog” (Goat Perversion) en “Noisrevrep Eht Retfa” (After The Perversion).